# Red Bull-Bora-Hansgrohe Rookies
 Ikke at forveksle med Red Bull-Bora-Hansgrohe.
Red Bull-Bora-Hansgrohe Rookies er et tysk U/23-cykelhold, som fra etableringen blev registreret som et UCI kontinentalhold. Holdet blev etableret med start fra 1. januar 2025, og fungerer som talenthold for UCI World Tour-holdet Red Bull-Bora-Hansgrohe.

## Historie
Da Red Bull GmbH i første halvdel af 2024 blev medejer af Ralph Denks cykelhold Bora-Hansgrohe, blev det besluttet at etablerere et U/23-hold fra 2025, som skulle gøre overgangen fra junior til World Tour-niveau lettere for rytterne. I forvejen havde Ralph Denk U/19-holdet Team Grenke-Auto Eder. Den 10. oktober 2024 præsenterende holdet sin første rytter, da den nykårede U/19-verdensmester Lorenzo Finn blev rykket op fra netop Grenke-Auto Eder.

## Holdet

### 2025
| Trup 2025              | Trup 2025          | Trup 2025                       | Trup 2025 |
| Rytter                 | Fødselsdag         | Seneste hold                    |           |
| ---------------------- | ------------------ | ------------------------------- | --------- |
| Adrien Boichis         | 2. januar 2003     | Trinity Racing (2024)           |           |
| Theodor Clemmensen     | 24. august 2006    | Team Grenke-Auto Eder (2024)    |           |
| Davide Donati          | 8. april 2005      | Biesse-Carrera (2024)           |           |
| Paul Fietzke           | 23. januar 2006    | Team Grenke-Auto Eder (2024)    |           |
| Lorenzo Finn           | 19. december 2006  | Team Grenke-Auto Eder (2024)    |           |
| Lennart Jasch          | 14. november 2000  | MaxSolar Cycling Team (2024)    |           |
| Marco Martín           | 5. oktober 2006    | Baqué Cycling Team (2024)       |           |
| Romet Pajur            | 26. september 2004 | Lotto Kern-Haus PSD Bank (2024) |           |
| Sebastian Putz         | 26. august 2003    | Tirol KTM Cycling Team (2024)   |           |
| Callum Thornley        | 5. august 2003     | Trinity Racing (2024)           |           |
| Luke Tuckwell          | 21. juni 2004      | Trinity Racing (2024)           |           |
|                        |                    |                                 |           |
| Kilde: ProCyclingStats |                    |                                 |           |